# 室谷邦夷
室谷 邦夷（むろや くにい、1897年12月15日 - 1972年4月30日）は、日本の経営者。北海道放送社長を務めた。

## 経歴
北海道江差町出身、1905年より新潟県巻町に住む伯母に養育された。このため新潟県出身と表記する資料も存在する。新潟県立巻中学校（新潟県立巻高等学校）を経て、1917年に東京薬学校を中退。
1917年3月に網走の回漕店に入社。同年9月に、親戚が務める樺太の新聞社・樺太日日新聞社に編集局社会部に配属される。
1918年に札幌で泊まっていた宿で記者募集の広告を見たことをきっかけに、北海タイムス社(のちの北海道新聞社)に入社。1920年には休職し故郷で写真修行を行った後、1921年には樺太の特派員となる。樺太滞在時に取材した残留ロシア人に関する連載記事の執筆や尼港事件への取材に携わり、その後1936年に社会部長・1939年に事業部、この間1937年には従軍記者として南京にも渡り1941年から1942年には皇軍慰問団団長として樺太や北千島を訪れる。
1942年の北海道新聞社への統合時には写真部長、1946年に大阪支社長、1949年には小樽支社長を経て、1951年5月に北海道放送に転じ、同年11月には取締役に就任し、1957年6月に専務を経て、1972年に社長に就任した。1961年に日本民間放送連盟副会長。
1967年には藍綬褒章、1972年4月に勲三等瑞宝章を受章した。
1972年4月30日、胃癌のために死去。74歳没。